# 미국 시민당
미국 시민당(영어: Citizens Party of the United States)은 미국의 정당이다. 마이클 톰슨이 2004년에 펜실베이니아주 웨인에서 신미국독립당(NAIP)으로 창립한 이 정당은 2004년 총선거 날에 펜실베이니아 주의 밸리 포지에서 첫 집회를 열었다. 신미국독립당은 2011년 1월에 시민당으로 이름을 바꾸었다. 시민당으로 전환하는 데에는 몇 달이 걸렸다.